# Charles Labelle
Charles William Labelle (* 15. August 1849 in Champlain/New York; † 21. März 1903 in Montreal) war ein kanadischer Komponist, Chorleiter, Dirigent und Musikpädagoge.

## Leben
Labelle besuchte das Collège de Montréal, wo er zwölfjährig in die Solfègeklasse aufgenommen wurde und auch Schulorganist war. Er studierte Jura und arbeitete im Büro von George-Étienne Cartier, François-Pierre Pominville und Louis Bétournay, bevor er 1873 ein eigenes Anwaltsbüro eröffnete. Dieses betrieb er bis Ende der 1880er Jahre zunächst mit François-Xavier-Anselme Trudel und Louis-Olivier Taillon, später mit Benjamin-Antoine Testard de Montigny.
Seine musikalische Laufbahn  begann er 1873 als Chorleiter als Nachfolger von Guillaume Couture an der Kirche St-Jacques; von 1876 bis 1879 war er Chorleiter an St-Henri. 1878 trat er als Sänger in einer Aufführung von François-Adrien Boieldieus Oper La dame blanche unter Leitung von Calixa Lavallée auf.  Um 1880 reiste er nach Paris, wo er Gesangsunterricht bei Romain Bussine gehabt haben soll.
Nach seiner Rückkehr nach Montreal war er dort zunächst wieder Chorleiter an Saint-Jacques (1881–84), dann an Notre-Dame (1884–91) und schließlich bis zu seinem Tod an der Kirche St-Louis-de-France. Hier gründete er die Association chorale Saint-Louis-de-France, Als Gesangslehrer wirkte Labelle am Hochelaga Convent, dem Collège de Montréal und dem Collège Ste-Marie-de-Monnoir; außerdem unterrichtete er ab 1895 am Konservatorium der Canadian Artistic Society Solfège und Chorgesang. Zu seinen privaten Schülern zählten neben seinen Kindern Gustave und Adrienne auch die Sängerin Céline Marier.
1889 gründete Labelle in Montreal die Société philharmonique canadienne-française, mit der er 1890 in der Queen's Hall Gioachino Rossinis Stabat mater sowie Chöre aus Charles Gounods Messe à la mémoire de Jeanne d’Arc aufführte. Von 1882 bis 1884 war er Herausgeber des L'Album musical, 1888 des L'Écho musical. Außerdem publizierte er Artikel in anderen Musikzeitschriften. 1892 erschien sein Petit traité de solfège. Unter seinen Kompositionen finden sich eine Funeral Mass, ein Pie Jesu, Dies Irae und O Salutaris, zwei Ave Marias, außerdem Lieder, Klavier- und Cellostücke.  Um 1895 wurde er Ehrenmitglied des Institut populaire de France.